# Branko Đurić
Branko Đurić (ur. 28 maja 1962 w Sarajewie) – aktor i reżyser pochodzący z Bośni i Hercegowiny.
Popularność zyskał w latach 80. dzięki występom w serialu komediowym Top lista nadrealista. Po wybuchu wojny domowej przeniósł się do Lublany w Słowenii, gdzie mieszka do dziś. Jego żoną jest słoweńska aktorka i piosenkarka Tanja Ribič. Pracuje głównie w tym kraju, ale także na potrzeby chorwackich stacji telewizyjnych.
Z kina jest znany z kreacji w takich filmach jak Czas Cyganów (1988) czy Ziemia niczyja (2001). W drugim z tych filmów zagrał jedną z głównych ról – Bośniaka Cikiego uwikłanego w koszmar wojny domowej. W 2003 wyreżyserował komedię Kajmak i marmolada (Kajmak in marmelada), był także autorem scenariusza tego filmu.